# McHenry, Illinois
McHenry là một thành phố thuộc quận McHenry, tiểu bang Illinois, Hoa Kỳ. Năm 2010, dân số của thành phố này là 26992 người.

## Dân số
Dân số qua các năm:
- Năm 2000: 21501 người.
- Năm 2010: 26992 người.